# Hogwarts' stab
De følgende fiktive personer er medlemmer af staben og faste beboere på Hogwarts i Harry Potter-bøgerne skrevet af J. K. Rowling.
Enkelte lærere, som kun underviser på Hogwarts i en begrænset periode, er ikke medtaget herunder. Dolora Nidkjær er beskrevet i artiklen om Ministeriet for Magi.

## Lærere og ansatte

### Cuthbert Binns
Cuthbert Binns underviser i Magiens Historie. Han er det eneste spøgelse på Hogwarts, der er lærer. Han var lærer i sit tidligere liv. Det siges at han var så gammel, da han døde, at han faldt i søvn ved pejsen i lærerværelset, og sov ind. Da han næste morgen rejste sig, efterlod han sin krop og har undervist lige siden bare som spøgelse. Han er rigtig kedelig at høre på når han underviser. Alle i Harry Potters klasse undtaget Hermione Granger falder i søvn i hans timer. Cuthbert Binns bliver ikke vist i filmene. Han optræder første gang i kap. 8 i bogen Harry Potter og De Vises Sten.

### Albus Dumbledore
Albus Percival Wulfric Brian Dumbledore er rektor på Hogwarts, hvor hovedpersonen, Harry Potter, studerer. Derudover er han en af de vigtigste protagonister i bøger såvel som film. Den eneste troldmand, Voldemort selv angiver at frygte, er Dumbledore.
Han spilles af Richard Harris i de første to film, og af Michael Gambon i de efterfølgende.

### Argus Filch
Argus Filch er pedellen på Hogwarts. Han har en kat, Madam Norris, som hjælper ham med at patruljere gangene. Argus Filch er en såkaldt "fuser", som det afsløres i Harry Potter og Hemmelighedernes Kammer. Han er altid meget sur overfor eleverne, og Harry, Ron og Hermione gætter på at det skyldes hans bitterhed over sine egne manglende magiske evner. Da Dolora Nidkjær var rektor for Hogwarts i Harry's femte år, var han gladere end nogensinde. Han var den eneste på skolen, der hjalp hende, og den eneste der begræd hendes afsked

### Filius Flitwick
Professor Filius Flitwick er skolens professor i besværgelser. Han beskrives som en meget lille, rar troldmand, og er overhoved for kollegiet Ravenclaw og gammel duelmester. J.K. Rowling siger på sin hjemmeside at professor Flitwick er menneske med lidt nisseblod i sig.

### Rubeus Hagrid
Hagrid er nøglebæreren på Hogwarts, og fungerer som altmuligmand. Han bliver fra Harrys tredje år også lærer i Magiske Dyrs Pasning og Pleje. Han bor i en hytte ved udkanten af Den Forbudte Skov.
I filmene spilles han af Robbie Coltrane.

### Rolanda Hooch
Madam Rolanda Hooch er heks og flyvelærer på Hogwarts, og det er hende, der underviser førsteårseleverne i at flyve på kosteskaft. Hun er en strid men retfærdig træner i quidditch. Hun er ikke så ung og har gråt hår, som stritter til alle sider, og hun har også usædvanlige gule øjne. Hun er dommer i kampene i skolens quidditch-turnering. I Fangen fra Azkaban overvåger hun Harry Potters træning for at beskytte ham imod Sirius Black.
Hooch bliver spillet af Zoë Wannamaker i den første Harry Potter film. Figuren optræder ikke i de følgende tre film.

### Professor Minerva McGonagall
Professor Minerva McGonagall er vicerektor på Hogwarts, hvor hun også underviser i forvandling. Desuden er hun overhoved for Gryffindor. Et par gange optræder hun som rektor.
McGonagall er en streng, men yderst god heks. Hun er en høj dame med sort hår, ofte sat i en knold i nakken og bærer firkantede briller. Hun bærer ofte en smaragdgrøn kappe med tilhørende spids troldmandshat. Hun har dog en forkærlighed for skotskternede ting; både hendes badekåbe, og hendes kagedåse er bl.a. skotskternede. Ifølge J. K. Rowling er hun 70 år gammel.
McGonagall er en Animagus – dvs. hun kan antage form som et dyr, i hendes tilfælde en kat. Som kat har hun markeringer omkring øjnene med samme form som hendes briller. Hun er en af de få registrerede animagusser der findes i det 20. århundrede.
McGonagall er meget interesseret i sine elever, specielt sine egne fra Gryffindor. Desuden interesserer hun sig meget for skolens Quidditch-turneringer mellem kollegierne.
Professor Albus Dumbledore har McGonagalls fulde støtte, og hun var og er også en del af Fønixordenen – en orden der brugte deres kræfter på at bekæmpe Lord Voldemort.
Hendes navn, Minerva, er taget fra den romerske gudinde for lærdom og klogskab.
I filmene er det Maggie Smith der spiller McGonagall.

### Madam Pince
Madam Irma Pince er Hogwarts' bibliotekar. Hun indgår ikke i filmene baseret på serien.

### Poppy Pomfrey
Madam Poppy Pomfrey Hogwarts' sygeplejerske, chef for hospitalsfløjen og er i flere tilfælde med til at redde livet for Harry og andre personer på skolen.

### Quirinus Quirrell
Professor Quirinus Quirrell var lærer på Hogwarts i et andet fag indtil han tog et år fri for at få praktisk erfaring i at bekæmpe mørk magi. Da han nåede til Albanien mødte han Voldemort og blev hans tjener. Da han kom tilbage til England var han begyndt at stamme og virke bange for sine elever. Harry Potter møder ham i Den Utætte Kedel og giver ham hånden på sin 11 års fødselsdag. Samme aften prøver Quirrell at stjæle De Vises Sten fra Gringotts, men mislykkes da Hagrid har fjernet den samme dag. Voldemort straffer Quirrell ved at besætte hans krop, hvorved hans ansigt kommer frem på Quirrells baghoved. Derfor begynder Quirrell at gå med en stor turban.
Quirrell bruger resten af skoleåret på at finde ud af hvordan han får fat på De Vises Sten. Han lukker en trold ind på skolen på Allehelgensaften for at fjerne opmærksomheden mens han tager de Vises Sten, men bliver forhindret af Professor Snape. Han dræber en enhjørning og drikker dens blod for at give Voldemort styrke. Han narrer Albus Dumbledore væk fra skolen og prøver at tage De Vises Sten. Harry Potter møder ham og er meget overrasket da han troede det var Snape der var efter stenen. Harry får fat i stenen og da Quirrell prøver at tage den fra ham brænder han sine hænder på Harry's hud. Harry besvimer og da han vågner siger Dumbledore at Quirrell er død. Han kunne ikke tåle at røre en med ren kærlighed i blodet når han var besat af Voldemort.
Professor Quirrell blev spillet af Ian Hart i den første film.

### Horatio Schnobbevom
Professor Horatio E. F. Schnobbevom (Eng: Horace E. F. Slughorn) er lærer i eliksirer på Harrys 6. skoleår. Det er anden gang han er lærer på Hogwarts, og han er tidligere overhoved for Slytherin. Han kan godt lide at samle populære mennesker omkring sig og er derfor meget interesseret i Harry Potter.
Han er en anelse selvoptaget, men god nok på bunden. Han bliver helt betaget af Harry Potters (knap så ægte) evner i eliksirer i Harry Potter og Halvblodsprinsen.

### Glitterik Smørhår
Glitterik Smørhår (Eng: Gilderoy Lockhart) var Hogwarts' lærer i Forsvar mod Mørkets Kræfter på Harry Potters andet skoleår. Han er meget selvoptaget, og i deres første lektion får klassen således en test om hans selvbiografi Magiske mig. Han er meget berømt i troldmandsverdenen og har skrevet mange bøger om sine møder med Mørkets væsner. Han stjal sine møder med Mørkets væsner fra andre personer og slettede deres hukommelse. "Ellers ville de have sladret" sagde Glitterik Smørhår. Han har blond, bølget hår og kridhvide tænder.
Selvom han er berømt i troldmandssamfundet, er de fleste af hans fans midaldrende kvinder og teenagepiger (som finder ham specielt attraktiv). Han er upopulær blandt resten af lærerne, specielt Severus Snape, som havde søgt Smørhårs job. Hermione Granger bliver lidt lun på ham; meget til Ron Weasleys væmmelse. Harry synes heller ikke særlig godt om Smørhår, da han påstår, at grunden til, at Harry fløj til Hogwarts i en flyvende bil var for at få opmærksomhed.
Det vides ikke, hvor han bor og hvornår han var elev på Hogwarts. Han har fået flere æresmedaljer.
I filmen blev han spillet af Kenneth Branagh.

### Severus Snape
Severus Snape er overhoved på Slytherin-kollegiet og eliksir-lærer, indtil Harry Potters 6. skoleår, hvor han bliver lærer i Forsvar mod Mørkets Kræfter.
Han og Harry Potter nærer et gensidigt had til hinanden, og har flere små og store sammenstød gennem bøger såvel som film.
I filmene blev han spillet af Alan Rickman.

### Pomona Spire
Professor Pomona Spire (Eng: Pomona Sprout) er lærer i botanik, og overhoved af Hufflepuff-kollegiet.
Hun spiller en vigtig rolle i Harry Potter og Hemmelighedernes Kammer hvor hun dyrker de planter, der skal bruges til at vække de folk, som er blevet forstenede. I Harry Potter og Flammernes Pokal er det også hende, der taler med Cedric Diggorys forældre som leder af hans kollegium.

### Sibyll Trelawney
Sibyll Trelawney underviser i Spådom (et valgfag på Hogwarts) og er tipoldebarn til en berømt seer, Cassandra Trelawney. På trods af det faktum virker hun håbløs inden for spådom og hendes profetier er for det meste bare en omgang gætværk. Dog har hun præsteret nogle bemærkelsesværdige ting, og har faktisk lavet spådomme, der viste sig at gå i opfyldelse: Det var hende der forudsagde at Harry er den eneste der er i stand til at slå Voldemort ihjel, og i tredje bog om Harry Potter, "Harry Potter og fangen fra Azkaban", spår hun, at Voldemorts tjener samme nat atter vil slutte sig til ham.

### Mindre betydende lærere og ansatte
| Person                                              | Baggrund |
| --------------------------------------------------- | --- |
| Bathsheba Babbling                                  | Lærer i oldtidens runer på Hogwarts. Professor Bathsheba vises ikke i filmene og det er ikke vist om han er nævnt i bøger. |
| Phineas Nigellus Black                              | Rektor på Hogwarts for mange år siden, hænger som portræt på rektor-kontoret og Grumsted Plads 12. Slytherin-overhoved. |
| Charity Burbage                                     | Lærer i Mugglerstudier før bøgerne startede og lige til Harry Potter og Dødsregalierne, hvor hun bliver fanget og dræbt af Voldemort. I hendes tid som lærer gik hendes fag ud på at lære Mugglere at kende og leve deres liv. Da Alecto Carrow overtager timerne bliver arbejder noget anderledes. |
| Dilys Derwent                                       | Rektor på Hogwarts for mange år siden, hænger som portræt på rektor-kontoret og Skt. Mungos. |
| Everard                                             | Rektor på Hogwarts for mange år siden, hænger som portræt på rektor-kontoret og i Mysterie-Departementet. |
| Dexter Fortescue                                    | Rektor på Hogwarts for mange år siden. Hænger som portræt på rektor-kontoret. |
| Galatea Fro (Eng: Galatea Merrythought)             | Lærer i Forsvar mod Mørkets Kræfter 1895-1945. |
| Herbert Humle (Eng: Herbert Beery)                  | Lærer i Botanik før Pomona Spire. |
| Silvanus Kedelbrand (Eng: Silvanus Kettleburn)      | Lærer i magiske dyrs pasning og pleje, inden Rubeus Hagrid får stillingen. |
| Neville Longbottom                                  | Lærer i Botanik efter Pomona Spire. |
| Wilhelmina Makkeret (Eng: Wilhelmina Grubbly-Plank) | Rubeus Hagrids vikar i Magiske Dyrs Pasning og Pleje, mens han er på orlov. Hun beskrives som en ældre heks, med gråt kortklippet hår og en meget fremstående hage. Hun ryger endvidere pibe. Professor Makkeret optræder i filmen Harry Potter og Fønixordenen i en stol blandt lærerstaben, men kan bare ikke ses, fordi hun som spøgelse er usynlig, hvilket ikke stemmer overens med beskrivelsen i bøgerne. Hun underviser også i faget på Harrys femte år mens Hagrid er væk. |
| Ogg                                                 | Nøglebærer og godsforvalter på Hogwarts før Hagrid. |
| Apollyon Pringle                                    | Skolens pedel før Filch |
| Aurora Sinistra                                     | Er lærer i astronomi i Astronomitårnet på. Professor Sinistra medvirker ikke i filmene, og hun optræder første gang i bogen Harry Potter og Flammernes Pokal, hvor hun sidder med til festmiddagen. |
| Amberose Swott                                      | Også kaldt Ambone. Rektor på Hogwarts noget tid før Armando Dippet (uvidst hvornår). Underviste også, men faget kendes ikke. |
| Septima Vektor (Eng: Septima Vector)                | Underviser i talmagi, som er et af Hermione Grangers yndlingsfag, der er skemalagt på samme tid som Spådom og Oltidens Runer (hun klarer alt dette ved at bruge Tidsvenderen). Septima Vector optræder ikke i filmene. Hun optræder første gang i bogen Harry Potter og fangen fra Azkaban. |
| Vulpus                                              | Rektor på Hogwarts noget tid før Armando Dippet (uvidst hvornår). |
| Heliotrope Wilkins                                  | Forstanderinde på Hogwarts noget tid før Armando Dippet (uvidst hvornår). |
| Ukendt Navn (Eng: Male Professor)                   | Lærer i Musik, et mærkeligt, men eksisterende fag, i 1991. Eneste lærer i faget inden det blev afskaffet. |

## Husspøgelser på Hogwarts
I Harry Potter-universet optræder en antal spøgelser. Hvert af de fire kollegier på Hogwarts skole for Heksekunstner og Troldmandskab har deres eget husspøgelse.

### Næsten Hovedløse Nick
Næsten Hovedløse Nick eller Sir Nicholas de Mimsy Porpington som han fortrækker at blive kaldt bliver introduceret i Harry Potter og De Vises Sten som Gryffindors husspøgelse.
Sit tilnavn har han fået, fordi hans hoved ikke blev fuldstændigt skilt fra hans krop, da han blev halshugget, og det på trods af at der blev brugt 45 hug. Han blev dømt til døden efter at den tandudretningbesværgelse, som han blev bedt om at udføre af Lady Grieve fejlede og i stedet producerede en stødtand.
Han blev henrettet 31. oktober 1492 og i Harry Potter og Hemmelighedernes Kammer er Harry, Ron og Hermione med til hans 500 års dødsdagsfest. Det vil sige Allehelgensaften 1992. Denne dato danner grundlaget for den kalender som Harry Potter-fans har lavet over begivenhederne i bøgerne.
Sir Patrick Delaney-Podmore er leder af "De hovedløse jægere", en klub for spøgelser uden hoved. I Harry Potter og Hemmelighedernes Kammer hører vi om at Næsten Hovedløse Nick ansøger om at komme med i "De hovedløse jægere. Men Sir Patrick Delaney-Podmore afviser ansøgningen, fordi Nicks hoved ikke var hugget helt af. Dermed kan han ikke deltage i aktiviteter som Hovedjonglering På Hesteryg og Hovedpolo. Senere i bogen bliver han forstenet fordi han ser Basilisken og som spøgelse ikke kan blive dræbt af dens blik. Han bliver "genoplivet" i slutningen af bogen ligesom de andre ofre bl.a. Hermione og Colin Creevey.
I slutningen af Harry Potter og Fønixordenen har Harry Potter en samtale med Næsten Hovedløse Nick om døden og hvad spøgelser er. Nick forklarer at han var bange for døden og derfor valgte at blive som spøgelse. Han forklarer at kun troldmænd kan blive spøgelser og kun ganske få vælger det.
Den sidste gang vi ser Næsten Hovedløse Nick er i Harry Potter og Dødsregalierne hvor Harry beder ham om at vise hvor Den Grå Dame er.
I filmene spilles han af John Cleese.

### Den Grå Dame
Den Grå Dame eller Helena Ravenclaw er Ravenclaws husspøgelse. Den Grå Dames mor var Rowena Ravenclaw. Hun var misundelig på sin mor, som jo bar diademet, der gav hende evig visdom, og stjal det derfor. Hun flygtede til Albanien, og i mellemtiden lod Rowena som om at alt var i den skønneste orden. Da hun så blev dødelig syg var hendes største ønske at få sin datter, Helena, tilbage igen i god behold, derfor sendte hun en mand ud efter hende, en mand som hun vidste ikke ville stoppe for et hvil før hun var bragt sikkert tilbage. Det var Den Blodige Baron, dengang han stadig var levende.
Da han fik Helena Ravenclaw trængt ud i en af de albanske skove, bad han hende om at følge med tilbage til slottet, Helena nåede at gemme diademet i et hult træ (som Lord Voldemort senere finder) inden hun nægter at følge med baronen tilbage, og i arrigskab trak han sin kniv og dolkede hende til døde. Da han så sin elskedes blod på sine hænder, gik det op for ham hvad han havde gjort, og begik derefter selvmord med den samme kniv. Begge vendte tilbage til skolen, men som spøgelser.

### Den Tykke Abbed
Den Tykke Abbed er Hufflepuffs husspøgelse. Han fremstår som en tyk mand i en slidt kutte.

### Den Blodrøde Baron
Den Blodrøde Baron er Slytherins husspøgelse. Han beskrives som sølvhvidt spøgelse, hvor man stadig kan se blodstænk på hans tøj. Desuden er han noget nær den eneste, som poltergeisten Peeves har respekt for.

## Andre spøgelser på Hogwarts

### Peeves
Peeves er en poltergeist som hjemsøger Hogwarts. Den eneste, Peeves har respekt for, er Den Blodrøde Baron, der er Slytherins husspøgelse. Peeves har i mange år ligget i åben strid med skolens pedel, Filch.

### Hulkende Hulda
Hulkende Hulda er Hogwarts mest triste spøgelse og Harry Potters bedste ven (mener hun også selvom Harry nødig vil det). I Harry Potter og hemmelighedernes kammer, fortæller hun Harry om sin død. Hun havde gemt sig på pigernes toilet, efter at en pige ved navn Olivia Hornby, havde drillet hende med hendes briller. Da hun hørte en dreng tale på toilettet gik hun ud af sin bås for at få ham til at gå sin vej. Men hun nåede kun at registrere, at hun så ind i et par store gule øjne, før hun døde. Det er denne oplysning der hjælper Harry med at finde kammeret og redde Ginny. Efter sin død vendte Hulkende Hulda tilbage som spøgelse for at hjemsøge sin tidligere plageånd, Olivia Hornby. Hun er meget overfølsom og smider sig tit tudende ned i wc-kummen, hvis man skulle komme til at fornærme eller støde hende.

## Grundlæggerne

### Godric Gryffindor
Godric Gryffindor var en af de fire stiftere af Hogwarts. Han er også den oprindelige ejer af det sværd Harry Potter brugte til at dræbe basilisken i bog nr. 2. Harry Potter finder også sværdet i en sø i bog nr. 7, hvorefter Ron Weasley bruger det til at ødelægge en horcrux.
Byen Godric dalen er også blevet opkaldt efter Godric Gryffindor

### Helga Hufflepuff
Helga Hufflepuff lagde bl.a. navn til det ene kollegium, Hufflepuff.En af hendes ejendele, en pokal, menes at være i Lord Voldemort's besiddelse som en Horcrux. Hun er sandsynligvis forfader til Hepzibah og Zacharias Smith.

### Rowena Ravenclaw
Rowena Ravenclaw har bl.a. lagt navn til kollegiet Ravenclaw. Hun havde en tiara, som hendes datter Helena Rawenclaw stjal fra hende. Voldemort bruger senere diademet som Horcrux. Hendes datter blev senere kendt som den grå dame.

### Salazar Slytherin
Salazar Slytherin var en af de fire der stiftede troldmandsskolen Hogwarts. Slytherin blev uenig med de andre da han mente at Hogwarts kun skulle være for fuldblodstroldmænd. Inden han forlod Hogwarts, byggede han Hemmelighedernes kammer i Hogwarts. Han forseglede kammeret efter at have gemt et uhyre i det. Legenden siger, at kun Slytherins sande arving kan genåbne Kammeret; Harry bliver mistænkt for at være denne arving, da han afslører at han er en Slangehvisker – et menneske, der kan tale med slanger.
Salazar Slytherin havde også et forhold til Helena Rawenclaw, da han også gerne ville have fat i hendes mors diadem, men da den blodrøde baron dræbte hende var han i sorg og derefter dræbte han sig selv.

## Andre væsener på Hogwarts

### Husalfer
Hogwarts har en mængde husalfer til at tage sig af praktiske gøremål, både i køkkenet og rundt om på skolen. I løbet af bøgerne stifter Harry og hans kammerater bekendtskab med andre husalfer, og flere af dem ender med at arbejde i skolens køkken. Det er disse husalfer, der får Hermione til at oprette foreningen F.A.R. (Foreningen for Alfer's Rettigheder).